# Eardwulf av Northumbria
Eardwulf av Northumbria, död 830, var en engelsk monark. Han var kung av Northumbria 796–806 och 808-810. 